# 飯田里穂主義
『飯田里穂主義』（イイダリホイズム）は、2019年10月7日よりラジオ大阪で放送しているラジオ番組である。パーソナリティは飯田里穂。通称は『イイリズム』。

## 概要
2019年9月29日まで放送されていた『内田彩・飯田里穂のしゅわしゅわ八方美人』の後番組として放送開始し、前番組より飯田が引き続きパーソナリティを務める。
学校法人東放学園に通う学生がスタッフを務め、専門学校東京アナウンス学院が番組アシスタントとして出演した上で制作し、学生スタッフがコーナーを企画するといった内容である。「主義（イズム）を見つけること」をコンセプトとしている。
放送時間は、当初は月曜0:00 - 0:30（日曜深夜）であったが、2020年10月4日より90分繰り上げの日曜22:30 - 23:00に変更した。同年12月27日をもって一旦放送を終了。その後、2021年5月2日より放送を再開、10月31日をもって放送終了（休止）となり、2022年5月1日より放送を再開。10月30日をもって放送終了（休止）となっている。

## 放送・配信時間
- ラジオ大阪
  - 2019年10月7日 - 2020年9月28日：月曜 0:00 - 0:30（日曜深夜）[2][4]
  - 2020年10月4日 - 12月27日・2021年5月2日 - 2021年10月31日：日曜 22:30 - 23:00[4][5][3]
  - 2022年5月1日 - 2022年10月30日：日曜 21:30 - 22:00[6]
- ニコニコチャンネル
  - 2019年10月7日 - 2020年12月27日：月曜 0:30 更新[7]
  - 2021年5月2日 - 2021年10月31日・2022年5月1日 - 2022年10月30日：日曜 23:00 更新[3]